# Port lotniczy Hamad

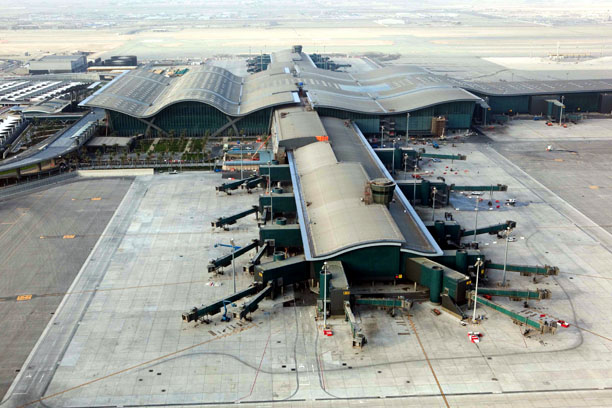
Lotnisko (2014)

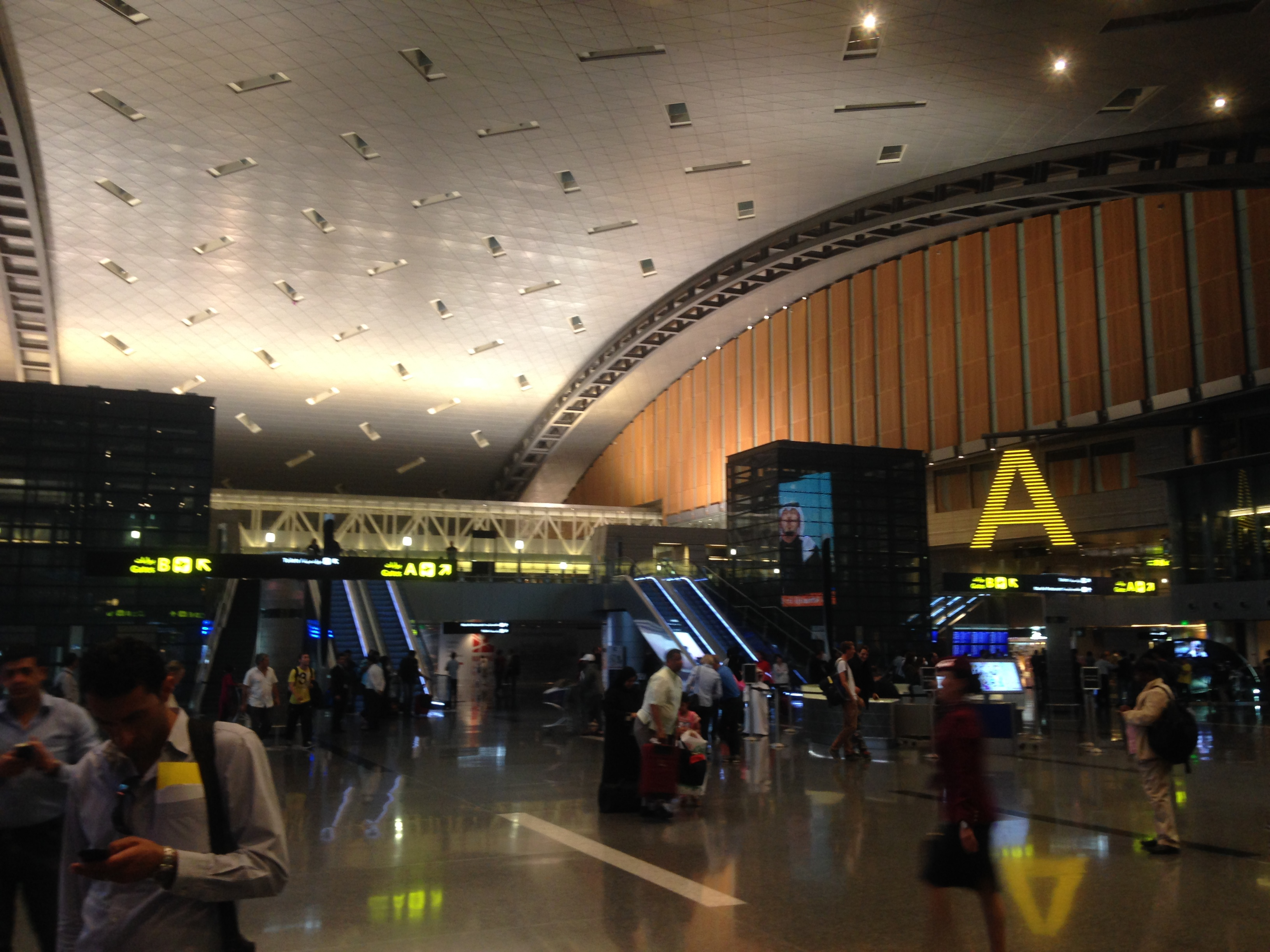
Hala A

Port lotniczy Hamad, wcześniej Nowy port lotniczy Doha (ang. Hamad International Airport, kod IATA: DOH, kod ICAO: OTHH) – port lotniczy położony niedaleko stolicy Kataru, Dohy, który zastąpił dotychczasowy port lotniczy Doha w 2014. Został otwarty 30 kwietnia 2014. Jest położony 5 kilometrów na wschód od używanego dotychczas portu lotniczego. 27 maja 2014 została zmieniona nazwa.

## Terminale
W skład portu lotniczego wchodzi aktualnie jeden terminal podzielony na pięć hal (A,B,C,D,E).
Ze względu na duży ruch pasażerski oraz organizację Mistrzostw Świata w Piłce Nożnej w 2022 roku władze katarskie planują budowę nowego terminalu.
Lotnisko jest głównym węzłem linii Qatar Airways. 

## Linie lotnicze i połączenia

### Kierunki rozkładowe
| Linia lotnicza                  | Kierunek |
| ------------------------------- | --- |
| Air India Express               | 1. Koczin 2. Kozhikode 3. Mangaluru 4. Mumbaj |
| Biman Bangladesh Airlines       | 1. Chittagong 2. Dhaka 3. Srihotto |
| British Airways                 | 1. Londyn-Heathrow |
| Cargolux (cargo)                | 1. Bangkok-Suvarnabhumi 2. Hanoi |
| Ethiopian Airlines              | 1. Addis Abeba |
| Gryphon Airlines                | 1. Karaczi, 2. Kuwejt, 3. Lahaur |
| Himalaya Airlines               | 1. Katmandu |
| IndiGo Airlines                 | 1. Ahmadabad, 2. Ćennaj, 3. Hyderabad, 4. Koczin 5. Kozhikode 6. Mumbaj 7. Nowe Delhi 8. Thiruvananthapuram |
| Iran Air                        | 1. Larestan, 2. Sziraz |
| Jazeera Airways                 | 1. Kuwejt |
| Kuwait Airways                  | 1. Kuwejt |
| Middle East Airlines            | 1. Bejrut |
| Nepal Airlines                  | 1. Katmandu |
| Oman Air                        | 1. Maskat |
| Pakistan International Airlines | 1. Islamabad 2. Peszawar |
| Pegasus Airlines                | 1. Stambuł-Sabiha Gökçen |
| Philippine Airlines             | 1. Manila |
| Qatar Airways                   | 1. Akra 2. Adana 3. Addis Abeba 4. Adelaide 5. Ahmadabad 6. Algier 7. Amman 8. Amritsar 9. Amsterdam 10. Ankara 11. Ateny 12. Atlanta 13. Auckland 14. Bagdad 15. Baku 16. Bangalore 17. Bangkok 18. Barcelona 19. Basra 20. Pekin 21. Bejrut 22. Belgrad 23. Berlin 24. Birmingham 25. Boston 26. Bruksela 27. Bukareszt 28. Budapeszt 29. Buenos Aires Angeles, Cardiff, Casablanca, Chartum, Chengdu, Chiang Mai, Chicago-O’Hare, Chongqing, Ćennaj, Dallas-Fort Worth, Đà Nẵng, Dar es Salaam, Denpasar, Dhaka, Dublin, Dżakarta, Dżibuti, Edynburg, Entebbe, Erywań, Fajsalabad, Filadelfia, Frankfurt, Genewa, Goa, Göteborg, Guangzhou, Hangzhou, Hanoi, Helsinki, Ho Chi Minh, Hongkong, Houston-George Bush, Hyderabad, Irbil, Islamabad, Johannesburg, Kapsztad, Karaczi, Katmandu, Kijów, Kilimandżaro, Koczin, Kalkuta, Kolombo, Kopenhaga, Kozhikode, Krabi, Kuala Lumpur, Kuwejt, Lagos, Lahaur, Larnaka, Liège, Londyn-Gatwick, Londyn, Los Angeles, Luksemburg, Madryt, Mahé, Makau, Male, Manchester, Manila, Maputo, Marrakesz Maskat, Mediolan, Melbourne, Meszhed, Miami, Mombasa, Monachium, Montreal, Moskwa-Domodiedowo, Multan, Mumbaj, Nadżaf, Nagpur, Nairobi, Nicea, Nowe Delhi, Nowy Jork, Oslo, Paryż, Penang, Perth, Peszawar, Petersburg, Phnom Penh, Phuket, Piza, Praga, Rangun, Rzym, Salala, Saloniki, São Paulo, Saragossa, Sarajewo, Seul, Sijalkot, Singapur, Skopje, Sofia, Sohar, Stambuł, Stambuł-Sabiha Gökçen, Sukkur, Sulajmanijja, Sydney, Szanghaj, Sziraz, Sztokholm, Tbilisi, Teheran-Imam Khomeini, Thiruvananthapuram, Tokio, Tokio-Narita, Tunis, Warszawa, Waszyngton-Dulles, Wenecja, Wiedeń, Windhuk, Zagrzeb, Zanzibar, Zurych |
| Regent Airways                  | Chittagong |
| Royal Air Maroc                 | 1. Casablanca |
| Royal Jordanian                 | 1. Amman |
| SalamAir                        | 1. Maskat |
| SriLankan Airlines              | 1. Kolombo |
| Syrian Air                      | 1. Damaszek |
| Turkish Airlines                | 1. Stambuł |
| US-Bangla Airlines              | Chittagong, Dhaka |